# Trachysoma capito
Trachysoma capito är en mångfotingart som beskrevs av Carl Graf Attems 1894. Trachysoma capito ingår i släktet Trachysoma och familjen Trachygonidae. Inga underarter finns listade i Catalogue of Life.